# BEST – Bioenergy and Sustainable Technologies
BEST – Bioenergy and Sustainable Technologies GmbH ist ein K1-Kompetenzzentrum des COMET-Programms und beschäftigt sich mit industriegetriebener, angewandter Forschung und Entwicklung der Bioenergie, der nachhaltigen biobasierten Ökonomie und der zukunftsfähigen Energiesysteme. Das Zentrum befindet sich in Graz, am Campus Inffeldgasse.

## Geschichte
Das 2003 gegründeten Kompetenzzentrum Austrian Bioenergy Centre  mit einer Außenstelle in Wieselburg war eines der 18 österreichweiten Kplus-Zentren der Forschungsförderungsgesellschaft, Im Herbst 2006 hatten sich die wissenschaftlichen Proponenten des K-net-Netzwerkes RENET Austria und des Kplus-Zentrums Austrian Bioenergy Centre auf eine gemeinsame Einreichung im Rahmen des neu gestalteten COMET-Programmes geeinigt. Am 24. Oktober 2008 fand der für die Umfirmierung notwendige Notariatsakt statt, die Eintragung ins Firmenbuch als BIOENERGY 2020+ GmbH erfolgte schließlich Ende Januar 2009 2013 erfolgte die Einreichung im Rahmen der 3. Ausschreibung der COMET Programmlinie K1 Zentren der FFG. Am 10. Juli 2014 wurde die Neubewilligung bekanntgegeben. 2019 erfolgte die Änderung des Firmennamens auf BEST – Bioenergy and Sustainable Technologies GmbH. Im selben Jahr erhält BEST den Zuschlag für ein COMET-Modul zum Aufbau des Forschungsbereichs Chemical Looping.

## Struktur
Eigentümerstruktur:
- 19,0 % Verein von Wirtschaftspartnern
- 17,0 % Technische Universität Graz
- 13,5 % Technische Universität Wien
- 13,5 % Universität für Bodenkultur
- 13,5 % Fachhochschule Wiener Neustadt Ges.m.b.H
- 13,5 % Republik Österreich, FJ/BLT Wieselburg
- 10,0 % Joanneum Research Forschungsges.m.b.H.

Firmensitz ist Graz, weitere Standorte befinden sich in Wien und Wieselburg (im Technologie- und Forschungszentrum Technopol Wieselburg-Land der Ecoplus,) Forschungsstätten werden in Wien-Simmering und Tulln (am Technopol Tulln) betrieben.
BEST arbeitet an den wissenschaftlichen und technologischen Grundlagen für Prozesse, die zum einen aus Biomasse und Abfall Wärme, Strom, gasförmige und flüssige Energieträger und Grundstoffe für die chemische Industrie produzieren. Zum anderen forscht BEST an der gemeinsamen Nutzung von Bioenergie und anderen erneuerbaren Energiebereitstellungstechnologien für effiziente, umwelt- und klimafreundliche und wirtschaftliche Lösungen für das Energiesystem der Zukunft.

## Forschungsfelder
Fünf verschiedene Areas bilden die verschiedenen thematischen Schwerpunkte ab:
- Festbett-Konversionssysteme
- Wirbelschicht-Konversionssysteme
- Bionkonversions & Biogassysteme Modellierung und Simulation
- Energie- und Bioökonomiesysteme
  - Sub-Area: Nachhaltige Versorgungs- und Wertschöpfungsketten
  - Sub-Area: Intelligente Strom- und Mikronetze
  - Sub-Area: Regelungs- und Automatisierungstechnik

Zusätzlich verfügt BEST über umfangreiche eigene Technikums- und Laborflächen an allen Standorten.